# Janusz Koniusz
Janusz Koniusz (ur. 1 lutego 1934 w Sosnowcu, zm. 29 marca 2017) – polski poeta, prozaik, dramaturg, publicysta.

## Życiorys
Ukończył studia polonistyczne na Uniwersytecie im. Adama Mickiewicza w Poznaniu. Przez dziesięciolecia związany z Zieloną Górą, gdzie mieszkał i pracował. Współorganizator i długoletni sekretarz Lubuskiego Towarzystwa Kultury w Zielonej Górze. Należał do Klubu Literackiego LTK (1961–1970). Członek Związku Literatów Polskich od 1961 i Polsko-Niemieckiego Stowarzyszenia Pisarzy Regionu Nadodrza (od 1992). Współzałożyciel, kierownik literacki i w latach 1980–1990 redaktor naczelny czasopisma „Nadodrze”.
W latach 1948–1956 był członkiem ZMP, od 1948 roku należał do PZPR, był m.in. członkiem i zastępcą członka Komitetu Wojewódzkiego PZPR w Zielonej Górze. W czasach PRL odznaczony m.in.: Krzyżem Oficerskim i Kawalerskim Orderu Odrodzenia Polski. W 2011 roku został odznaczony Brązowym Medalem „Zasłużony Kulturze Gloria Artis” w dziedzinie literatury.
Opublikował kilkanaście tomików poezji, kilka zbiorów opowiadań i słuchowisk radiowych. Był autorem dwóch książek, w których opisuje swoje kontakty ze znanymi pisarzami i poetami (m.in. Władysławem Broniewskim i Julianem Przybosiem): Kamień z serca i Wiązania pamięci. Autor spektaklu telewizyjnego Czwartek (1977).
Wiersze i opowiadania Koniusza były tłumaczone na języki: białoruski, czeski, górnołużycki, litewski, niemiecki, rosyjski, rumuński i szwedzki.
Pochowany na Starym Cmentarzu w Zielonej Górze (kwatera 19-6-1).

## Twórczość literacka
Poezje
- Tempo krążenia (1958)
- Ślad przelotu (1961)
- Wokół słowa (1963)
- Ziemia w stopach (1970)
- Próba samoobrony (1977)
- Zamysł opisu (1981)
- Z Kaina i Abla (1984)
- Z Kaina i Abla. Wiersze dawne (1988)
- Ład i chaos (1992)
- Pierworodny grzech słowa (1994)
- Moje stworzenie świata. Z wierszy dawnych i nowych (1997)
- Droga do Hamleta (2000)
- Nic nie było (2003)
- Po wyjściu z arki (2007)
- Przypowieść o podróży / Parabbel uber die Riese (2010 – dwujęzyczne)
- Na własne podobieństwo (2014).

Opowiadania
- Wakacje z Julią (1964)
- Dialog w domu (1969)
- Bieg spod Maratonu do Aten (1976)
- Beczka Diogenesa i inne opowiadania (1986)

Wspomnienia
- Kamień z serca (1994)
- Wiązania pamięci (1998),

Szkice
- Taddeo Polacco z Zielonej Góry (1960),
- 3:0 dla polskości. Z dziejów sportu na Ziemi Lubuskiej (wspólnie z Joachimem Benyskiewiczem, 1963)
- Cztery dekady. 40 lat Oddziału ZLP w Zielonej Górze 1961–2001 (wspólnie z A. K. Waśkiewiczem i R. Rudiakiem, 2002).

## Słuchowiska radiowe i dramaty
- Nikt nie wyrywa trawy (1965)
- Zabawa w porcie (1970)
- Jeden zwykły dzień (1974)
- Wizyta pana w średnim wieku (1975)
- Chołodziec (1976)
- Pięciu (1977)
- Czwartek – utwór sceniczny wystawiony w Teatrze telewizyjnym TVP (1977)
- I żeby niebo było gwiaździste (1980)
- Dzień listopadowy (1983)
- Pod szczególną gwiazdą (1993)

## Prace redakcyjne
Był redaktorem wielu zbiorów i antologii:
- pamiętniki i wspomnienia osadników Mój dom nad Odrą (1961, 1965, 1971, 1988)
- podania, legendy i baśnie ziemi lubuskiej Złota dzida Bolesława (1970), Żelazny diabeł (1970)
- reportaże o ziemi lubuskiej Dni następne (1975, wspólnie z J. Kołodziejem)
- wspomnienia żołnierzy Od września do maja (1976)
- almanach grupy literackiej Dziewin-Młodzi (1980)
- reportaże z Nadodrza Nauka chodzenia (1985)
- gorzowski almanach poetycki Nauka tańca (1985, wspólnie z Z. Łukaszewiczem)
- antologie wierszy członków RSTK Ślad istnienia (1991), Słoneczne winogrady (1992) i Sadzenie dębów (1997)
- antologia opowiadań młodych autorów Mosty ze słów (1998, wspólnie z J. Sachers)
- antologia wierszy o Wrześniu 1939 W ogniu, pyle i krwi (1999, wspólnie z H. Szylkinem)
- pamiętniki i wspomnienia osób niepełnosprawnych Na przekór losowi (1999, 2001)
- antologia Klubu Literackiego ZLP Słowa spod magnolii (2011)
- pamiątkowa księga wierszy członków oddziału ZLP w Zielonej Górze 1961–2011 I wspomnisz, i pomyślisz o mnie... (2011, wspólnie z R. Rudiakiem).

## Nagrody i wyróżnienia
- Lubuska Nagroda Kulturalna (1957, 1978)
- Nagroda Ministra Kultury i Sztuki (1960)
- Nagroda w konkursie zamkniętym na najlepsze wiersze dla uczestników bydgoskiej „Wiosny Poetyckiej” za wiersz Marsz (1962)[6]
- Nagroda Kulturalna Prezydenta Miasta Zielona Góra (1980, 2009)
- Nagroda „Trybuny Ludu” (1984)[7]
- Lubuski Wawrzyn Literacki (1995, 2008)
- Lubuska Nagroda Literacka ZLP (2013)
- tytuł Honorowego Obywatela Zielonej Góry (2004)[4]

## Laur im. Janusza Koniusza
W 2019 Zarząd Oddziału Związku Literatów Polskich w Zielonej Górze ogłosił laur, którego patronem jest Janusz Koniusz. Jest to nagroda kulturalna przyznawana pisarzom, krytykom literatury, naukowcom, wydawcom związanych z ziemią lubuską i osobom działającym na rzecz lubuskiego środowiska literackiego. Jest przyznawana w formie statuetki i dyplomu, wręczana w trakcie gali literackiej w Muzeum Ziemi Lubuskiej w Zielonej Górze. 

### Laureaci nagrody
- 2019 – Eugeniusz Kurzawa[9]
- 2020 – Jolanta Pytel i Ryszard Błażyński[8][9]
- 2021 – dr Krystyna Kamińska i Marek Wawrzkiewicz[9]
- 2022 – Agnieszka Moskaluk i Jerzy Beniamin Zimny
- 2023 – dr Urszula Małgorzata Benka i Krzysztof Jeleń
- 2024 – Halina Bohuta-Stąpel i Grażyna Rozwadowska-Bar[10]